# Мороз, Василий Максимович
Васи́лий Макси́мович Моро́з (укр. Василь Максимович Мороз) (род. 2 февраля 1942) — советский и украинский терапевт, учёный, бывший ректор Винницкого государственного медицинского университета имени Н. И. Пирогова (1988—2023), доктор медицинских наук, профессор (1984), академик НАМН Украины (2010), Герой Украины за педагогические заслуги (2003), член фракции Партии Регионов Винницкого областного совета 6 созыва (2010-2014). Награждён Орденом Святого Равноапостольного князя Владимира I Степени Русской православной церкви. Профессиональную карьеру начал в городе Шпиков Винницкой области.

## Биография
Родился 2 февраля 1942 года в селе Озеро Немировского района оккупированной Винницкой области в семье колхозников.
Автор порядка 300 научных работ, 15 монографий и учебно-методических пособий, 26 изобретений.
Член Международного общества по изучению мозга — IBRO.
Являлся главным редактором журнала «Вестник Винницкого медицинского университета».
С марта 1990 года — депутат Винницкого областного совета. В 1992—1994 годах — заместитель председателя Винницкого областного совета народных депутатов. В 2010-2014 — депутат Винницкого областного совета от Партии регионов. После событий Евромайдана и смены власти в Украине вышел из Партии Регионов. В одном из интервью заметил, что стал № 2 избирательного списка Партии Регионов по Винницкой области из-за воздействия дочери и зятя депутата-регионала Сергея Татусяка.
Известен своей поддержкой УПЦ МП.
Почётный профессор Тернопольского государственного медицинского университета имени И. Я. Горбачевского.

### Образование
- Окончил Винницкий медицинский институт (1967);
- Кандидатская диссертация «Электрофизиологические наблюдения появления и путей слуховой системы в коре мозга» (Институт физиологии АН Украины, 1972);
- Докторская диссертация «Интегрированная функция мозга базальных ганглий и моторной коры в программировании и регуляции движений» (Институт физиологии АН Украины, 1983).

### Деятельность
В 1967−1968 годах — терапевт, Шпиковская участковая больница Винницкой области.
- Работа в Винницком медицинском институте (с 1994 — Винницкий государственный медицинский университет им. Пирогова, с июня 2002 — Винницкий национальный медицинский университет им. Пирогова):
  - 1968−1969 — ассистент,
  - 1969−1972 — аспирант кафедры нормальной физиологии,
  - 1972−1976 — ассистент,
  - 1976−1984 — доцент,
  - с 1984 — профессор,
  - с 1991 — заведующий кафедры,
  - 1975−1982 — учёный секретарь совета института,
  - 1982−1984 — заместитель декана лечебного факультета,
  - 1984−1986 — декан педиатрического факультета,
  - 1986−1988 — проректор по образовательной работе,
  - 1988−2023 — ректор.

## Награды и заслуги
- Герой Украины (с вручением ордена Деражавы, 21.08.2003 — за выдающиеся личные заслуги перед Украинским государством в подготовке высококвалифицированных специалистов для здравоохранения, многолетнюю плодотворную научную, педагогическую и общественную деятельность)[6].
- Награждён орденом «За заслуги» III степени (02.1997)[7] и орденом князя Ярослава Мудрого ІV степени (2017)[8] и V степени (2002), а также орденом УПЦ Святого Равноапостольного великого князя Владимира І степени (2008)[9].
- Заслуженный деятель науки и техники Украины (1993).
- Почётная грамота Кабинета Министров Украины (01.2002).
- Почётная грамота Верховной Рады Украины (2003).
- Орден УПЦ МП Святого Равноапостольного Великого Князя Владимира Первой Степени (2008)